# Barry Marshall
Barry James Marshall (Kalgoorlie, 1951. szeptember 30. –) ausztrál orvos, mikrobiológus. 2005-ben Robin Warrennel közösen elnyerte az orvostudományi Nobel-díjat, mert felfedezték, hogy a gyomorfekélyt az addigi vélekedéssel ellentétben nem a stressz vagy a fűszeres ételek, hanem a Helicobacter pylori baktérium okozza. Ennek bizonyítására Marshall saját magát fertőzte meg a baktériummal, majd antibiotikummal sikeresen kezelte a kialakult gyomornyálkahártya-gyulladást.

## Tanulmányai
Barry Marshall 1951. szeptember 30-án született a nyugat-ausztráliai Kalgoorlie városában. Lakatos-esztergályosnak tanuló apja, Robert Marshall mindössze 19, ápolónővérnek készülő anyja 18 éves volt ekkor. A család sokat költözött, Barry négyéves koráig Carnarvonban éltek, majd időnként visszaköltöztek Kalgoorliebe; amikor pedig hétéves lett, Perthben kerestek otthont. Eközben megszülettek Barry testvérei, két öccse és egy húga. Tizenkét éves korában bekerült a helyi újságba, mert húga beleivott a tejesüvegben tárolt kerozinba és fuldokolni kezdett. Barry kihívta a mentőket és mesterséges lélegeztetéssel próbálkozott, közben pedig rájött, hogy mérgezés történt. A mentők megmentették a kislány életét, hős bátyjáról pedig cikket írt egy helyi újságíró.
Gyerekkorában különböző készülékeket állított össze, kémiai kísérleteke végzett (robbanóanyagokkal is), de matematikai tudását nem érezte biztosnak, így amikor elvégezte a középiskolát orvosnak tanult, előbb a perthi Newman College-ben, majd a Nyugat-Ausztráliai Egyetemen. Diplomáját 1975-ben kapta meg. 

## Munkássága
Marshall kórházi gyakorlatát és belgyógyászati rezidentúráját a II. Erzsébet Egészségügyi Központban (Queen Elizabeth II Medical Centre) végezte. 1978-ban elkezdte szakorvosi tanulmányait, a következő évben pedig átment a Perthi Királyi Kórházba, hogy szívsebészeti gyakorlatot szerezzen. 1981-ben a gasztroenterológiára osztották be, ahol az szokásos éves klinikai kutatói projekt miatt csatlakozott Robin Warrenhez. A patológus Warren sajátos, dugóhúzó alakú baktériumokat talált egyes betegek gyomorbiopsziájában és szüksége volt egy orvosra, aki követi, hogy milyen betegségeket diagnosztizálnak náluk. Marshall felfigyelt arra, hogy az ismeretlen baktérium külsőre hasonlított a gyomorpanaszokat okozó Campylobacter jejuni-ra és belevetette magát a téma irodalmának kutatásába. A baktérium és a gyomorpanaszok közötti kapcsolat keresését azután is folytatta, hogy véget ért a gasztroenterológiai terminusa és előbb hematológiára, majd a 2 ezer kilométerre északra lévő Port Hedland kórházába osztották be.   

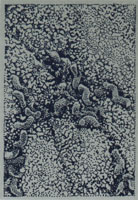
Helicobacter pylori

Miután megszerezte szakvizsgáját a perthi Fremantle Kórházban talált állást, ahol támogatták kutatásait is. Hamarosan ki tudta mutatni, hogy a gyomorfekélyes betegek többsége hordozza a H. pylori-t és 1983 szeptemberében egy angliai utazása során bebizonyította, hogy a baktérium Európában is jelen van. A tudományos folyóiratok azonban visszautasították cikkeit azzal, hogy elmélete nincs kísérletesen is igazolva és lehetséges, hogy a baktériumok ártalmatlanok.
Mivel nem talált megfelelő állatmodellt, úgy döntött, hogy maga lesz a kísérleti alany: a kórház etikai bizottságának vagy feleségének tudta nélkül megivott egy Petri-csészényi H. pylori-t. Az eredmény hevessége őt is meglepte, néhány napon belül komoly gyomornyálkahártya-gyulladás alakult ki nála és biopsziából kimutatták, hogy a baktérium ténylegesen kolonizálta a szerveit. Két hét múlva megkezdte az antibiotikum-kúrát és a tüneteit sikerült teljesen visszaszorítani. Az eredmény meggyőzőnek bizonyult és az Ausztrál Orvostudományi Kutatási Tanács (Australian Medical Research Council) hajlandó volt finanszírozni a klinikai tesztelés költségeit. Ehhez azonban nagyszámú betegre volt szükség, így Marshall visszatért a nagyobb Királyi Kórházba, ahol ismét együtt dolgozhatott Warrennel. A sikeres tesztelés után a Procter & Gamble segítségével szabadalmaztatta terápiás eljárását.
Marshall 1986-ban az USA-ba költözött, ahol tíz éven át a Virginiai Egyetem professzoraként oktatott, kutatott és igyekezett felhívni az orvostársadalom figyelmét az gyomor- és nyombélfekély új gyógymódjára. 1994-ben az amerikai National Institutes of Health is elismerte, hogy a betegség gyógyításának kulcsa a H. pylori detektálása és kiirtása.
1996-ban visszatért Perthbe és a Nyugat-ausztráliai Egyetem orvos- majd 1999 után mikrobiológiaprofesszoraként folytatta munkáját.
2005-ben Barry Marshall és Robin Warren elnyerte a fiziológiai és orvostudományi Nobel-díjat, mert "felfedezték a Helicobacter pylori baktériumot és szerepét a gyomorhurut és gyomorfekély kialakulásában".

## Magyarul megjelent művei
- Barry Marshall–Lorna Hendry: Hogyan lehetsz Nobel-díjas? Fantasztikus bevezetés a tudomány világába. Otthon elvégezhető kísérletekkel!; ford. Pulai Veronika; Könyvmolyképző, Szeged, 2020 (Kaméleon könyvek)

## Elismerései
- 1994 Warren Alpert-díj
- 1995 az Ausztrál Orvostudományai Társaság díja
- 1995 Albert Lasker-díj az orvosi klinikai kutatásért
- 1996 a Gairdner Alapítvány nemzetközi díja
- 1997 Paul Ehrlich-díj (Németország)
- 1998 Dr. A. H. Heineken-díj (Hollandia)
- 1998 Florey-érem
- 1998 Buchanan-érem (Royal Society)
- 1999 Benjamin Franklin-érem (USA)
- 2002 Keio Orvostudományi Díj
- 2003 Ausztrál Centenáriumi Érem
- 2005 Fiziológiai és orvostudományi Nobel-díj
- 2007 Ausztrália Rendje

1999-ben felvették a Royal Society-be. 2009-ben az Oxfordi Egyetem díszdoktorává fogadta.

## Családja
Marshall orvostanhallgatóként ismerkedett meg leendő feleségével, a pszichológiát tanuló Adrienne-nel, akivel 1972-ben összeházasodtak. Négy gyerekük született: Luke (1973), Bronwyn (1975), Caroline (1978) és Jessica (1981). 